# Salelologa
Salelologa je obec na ostrově Savai'i na Samoi. Patří pod politický okres Fa'asaleleaga.
Nachází se na východním konci ostrova. Patří k němu přístav pro trajekty a nákladní lodě. Letiště se nachází asi 4 km na západ od města.,
Díky námořnímu a leteckému spojení je město centrem obchodu a cestovního ruchu. Na hlavní ulici se rozvinuly trhy s rybami, potravinářskými produkty a řemeslnými výrobky, trhy jsou otevřeny šest dní v týdnu. Ve městě se nachází jediná veřejná knihovna na ostrově.